# Ugolnyje Kopi

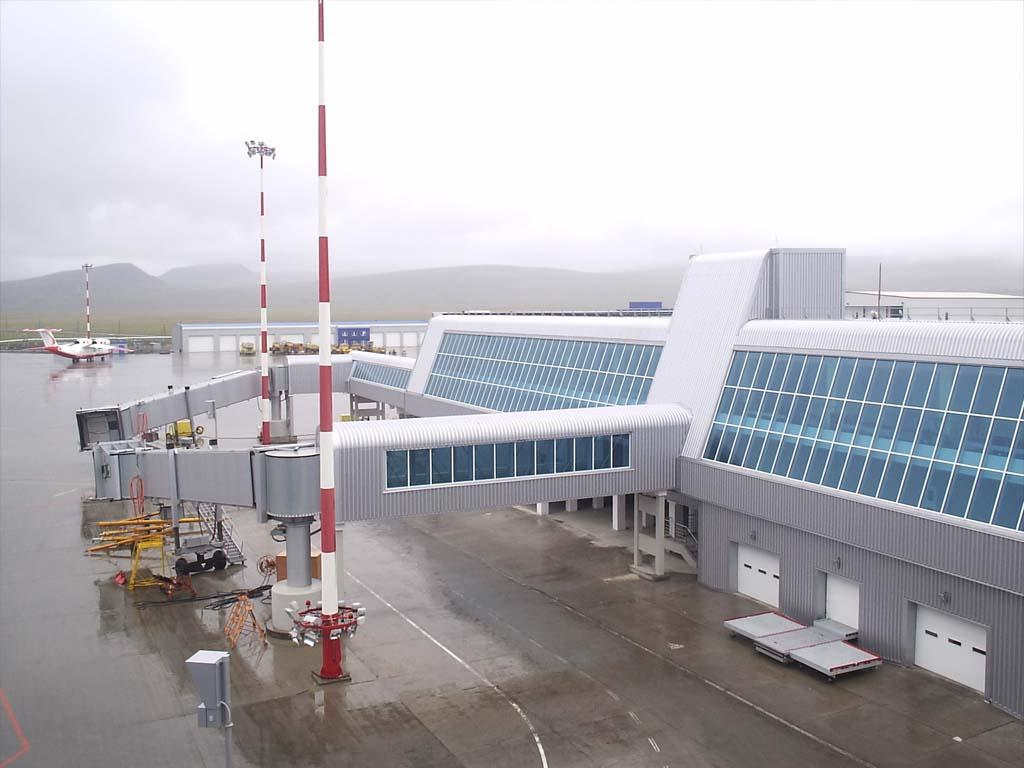
Flughafen Anadyr-Ugolny

Ugolnyje Kopi (russisch У́гольные Ко́пи) ist eine Siedlung städtischen Typs im Autonomen Kreis der Tschuktschen im äußersten Nordosten Russlands. Sie hat 3368 Einwohner (Stand 14. Oktober 2010).

## Geographie
Die Siedlung liegt etwa acht Kilometer Luftlinie östlich des Verwaltungszentrums des Autonomen Kreises Anadyr. Von der Stadt ist Ugolnyje Kopi durch den dort drei bis fünf Kilometer breiten Mündungstrichter des Flusses Anadyr getrennt, unweit von dessen linkem (nördlichem) Ufer, sie sich befindet.
Ugolnyje Kopi ist Verwaltungszentrum des Rajons Anadyr.

## Geschichte
Die Siedlung entstand im Zusammenhang mit der Erschließung von Braunkohlevorkommen für die Brennstoffversorgung der Region und dem Bau eines Flughafens. Zunächst entstand die sieben Kilometer nordwestlich, direkt an der Küste gelegene Siedlung Schachtjorski (wörtlich „Bergarbeiter-Siedlung“), die 1960 den Status einer Siedlung städtischen Typs erhielt, aber mittlerweile verlassen ist. Dort befand sich auch der erste, in den 1930er-Jahren errichtete Flugplatz von Anadyr.
1968 wurde auch Ugolnyje Kopi (wörtlich „Kohlegruben“), wohin sich mittlerweile das Zentrum der Kohleförderung verlagert hatte, Siedlung städtischen Typs, vorwiegend als Bergarbeiterwohnsiedlung. Östlich der Siedlung war ab den 1950er-Jahren zudem ein neuer, größerer Flughafen entstanden, der hauptsächlich den strategischen Bombenfliegerkräften der sowjetischen Luftstreitkräfte diente, aber in einem abgegrenzten Teil auch dem zivilen Luftverkehr nach Anadyr und Tschukotka diente.
1997 wurde die Verwaltung des Rajons Anadyr von Anadyr nach Ugolnyje Kopi verlegt, während Anadyr Verwaltungszentrum des Autonomen Kreises blieb. Nach der Vereinigung des Rajons Anadyr mit dem südlich anschließende Rajon Beringowski zu einem neuen Rajon Zentralny („Zentral-Rajon“) am 30. Mai 2008 blieb Ugolnyje Kopi dessen Zentrum. Seit 18. November 2008 trägt der neue Rajon wieder den Namen Anadyr.

### Bevölkerungsentwicklung
| Jahr | Einwohner |
| ---- | --------- |
| 1970 | 5.940     |
| 1979 | 9.929     |
| 1989 | 12.357    |
| 2002 | 3.863     |
| 2009 | 3.368     |

Anmerkung: Volkszählungsdaten

## Wirtschaft und Infrastruktur
Hauptwirtschaftszweig ist noch die sich im Niedergang befindende Kohleförderung. Daneben spielt Ugolnyje Kopi eine Rolle als Verwaltungs- und wegen des nahen Flughafens als Transport- und Versorgungszentrum.
Der drei Kilometer östlich der Siedlung gelegene Flughafen Anadyr-Ugolny (ICAO-Code UHMA) ist Hauptzugangspunkt und Luftverkehrszentrum des Autonomen Kreises Tschukotka. Er wird im Linienverkehr von Moskau, Magadan, Chabarowsk und Wladiwostok angeflogen, besitzt Verbindung zu allen Lokalflughäfen des Autonomen Kreises und Charterflugverbindung in die Vereinigten Staaten (Nome, Anchorage). Militärisch wird der Flughafen seit Anfang der 1990er-Jahre nicht mehr regelmäßig genutzt. Um die Siedlung und den Flughafen existiert ein lokales Straßennetz; die Verbindung in die Stadt Anadyr wird im Sommer mit einer Fähre aufrechterhalten, im Winter über eine Eisstraße.